# Hara mesembrina
Hara mesembrina és una espècie de peix de la família dels eretístids i de l'ordre dels siluriformes. És un peix d'aigua dolça i de clima tropical que es troba a Àsia.